# コア・コンピタンス
コア・コンピタンス （英語: Core competence）とは、ある企業の活動分野において、
「競合他社を圧倒的に上まわるレベルの能力」「競合他社に真似できない核となる能力」の事を指す。ひと言で標榜すると「得意分野」に当たる。
ゲイリー・ハメルとプラハラードがハーバード・ビジネス・レビュー Vol.68（1990年）へ共同で寄稿した「The Core Competence of the Corporation」の中で登場。その後広められた概念である。「顧客に特定の利益をもたらす技術、スキル、ノウハウの集合である」と説明されている。
両氏の定義によると、コア・コンピタンスは次の3つの条件を満たす自社能力のことである。
- 顧客に何らかの利益をもたらす自社能力
- 競合相手に真似されにくい自社能力
- 複数の商品・市場に推進できる自社能力

具体例として自動車産業が取り上げられ、ホンダにおけるエンジン技術（芝刈り機や除雪機からF1を含む自動車までコア技術を幅広く展開）や、フォードによる買収前のボルボにおける安全技術などが挙げられる。
長年の企業活動により蓄積された他社と差別化できる、または競争力の中核となる企業独自のノウハウや技術のことで、これに該当する技術には、
- 様々な市場に展開可能
- 競合他社による模倣が困難
- 顧客価値の向上に大きく寄与する

等の共通性質を持っている。